# Cal Sostres
Cal Sostres, un edifici al raval de Jesús 48, és un habitatge del municipi de Reus (Baix Camp) inclòs a l'Inventari del Patrimoni Arquitectònic de Catalunya com a Bé Cultural d'Interès Local.

## Descripció
És un edifici entre mitgeres, amb baixos comercials, entresòl, dos pisos i terrat. Presenta una composició simètrica a partir dels buits de la planta baixa. El buit central té una cresteria en relleu. Al primer pis hi ha una interessant tribuna que té en el centre un arc carpanell molt rebaixat, trencaaigües amb culdellàntia i ornamentació de relleus arrodonits i de fullam estilitzat, que també es repeteix damunt els buits amb llindes que hi ha al costat. Hi ha mènsules sota els buits d'aquesta planta, de major mida les corresponents a la tribuna. Destaca l'acabament del segon pis, que presenta una cornisa amb arquera cega ornamental de gust modernista i balustrada de balustres ceràmiques. Els materials utilitzats són la fusta, la pedra artificial i l'arrebossat.